# Maniobra del guardia de camino
La maniobra del guardia de camino (del inglés "road agent's spin", también conocida como "Curly Bill spin") es una maniobra típica de un enfrentamiento armado que se ha documentado por primera vez en crónicas del Viejo Oeste. Era utilizada como treta cuando por las circunstancias era necesario fingir una rendición, o como último recurso para evitar el arresto.
Supuestamente creada por Curly Bill Brocius, la maniobra se sigue del procedimiento convencional de rendición en el Oeste: El arma cargada se entregaba sosteniéndola en la palma de la mano, con el cañón apuntando hacia el que la entrega y la culata del lado del que la recoge. Un pistolero con práctica podía afirmar la pistola sobre la palma pasando un dedo por el anillo metálico que protegía el gatillo, estirándolo visiblemente como un falso signo de rendición. Cuando el otro bajaba la guardia y se preparaba para confiscar el arma, un rápido movimiento de muñeca hacía girar el revólver sobre el eje del gatillo, volviendo el arma a su posición de disparo sin que el sorprendido agente tuviese tiempo de reaccionar. 